# Departamentos de Senegal
Las 14 regiones de Senegal se dividen en 45 departamentos, que a su vez se subdividen en un total de 103 distritos (en francés, arrondissements), que no poseen función administrativa alguna, 110 comunas (communes) y 320 comunidades rurales (communautés rurales), que eligen cargos políticos.
Eran 34 departamentos hasta 2006, cuando se creó el departamento de Koungheul como escisión del de Kaolack. En 2008 nacieron diez nuevos departamentos a partir de sendas localidades, haciendo un total de cuarenta y cinco.

## Departamentos por región

### Región de Dakar
- Departamento de Dakar
- Departamento de Guédiawaye

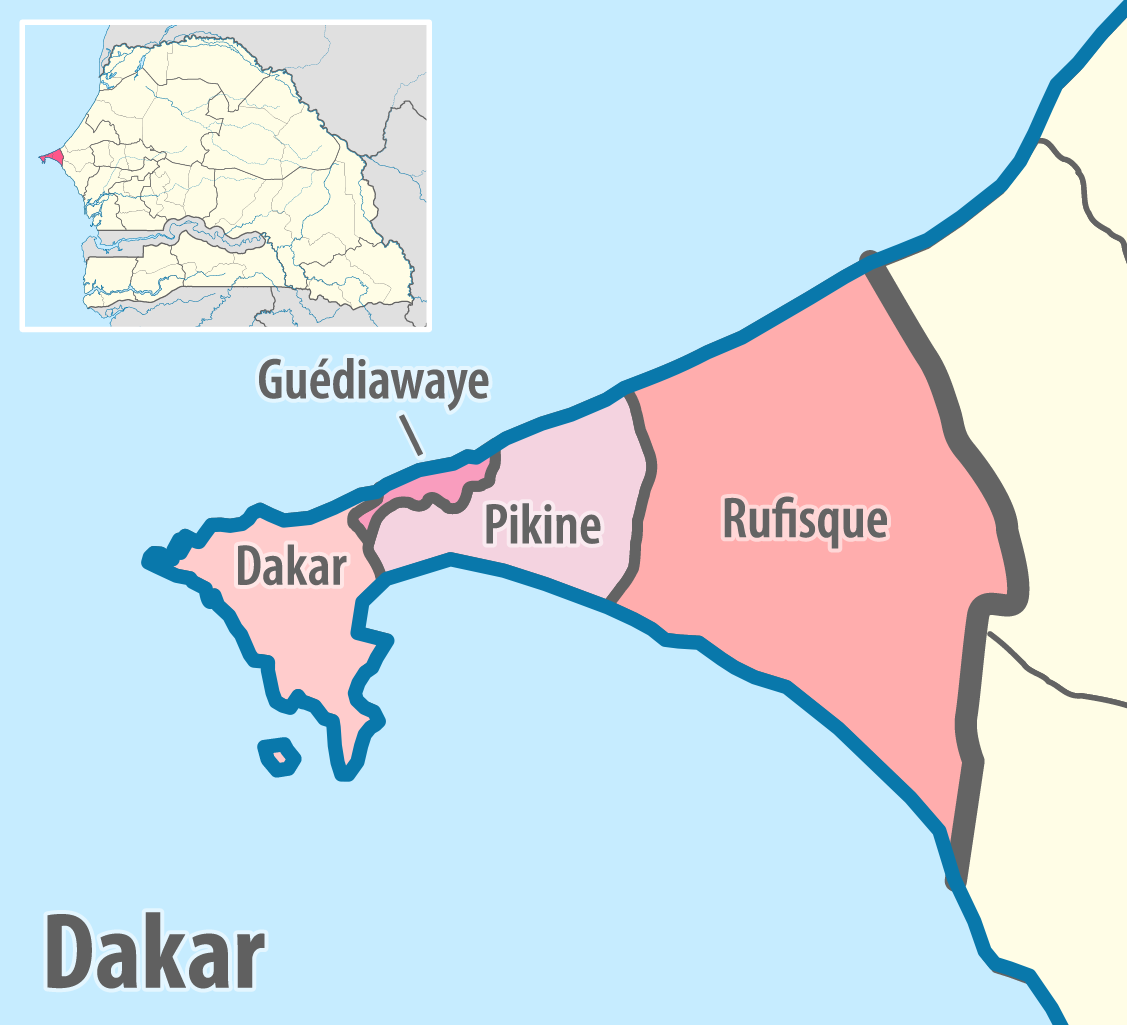
Dakar

- Departamento de Keur Massar (desde mayo de 2021)[3]

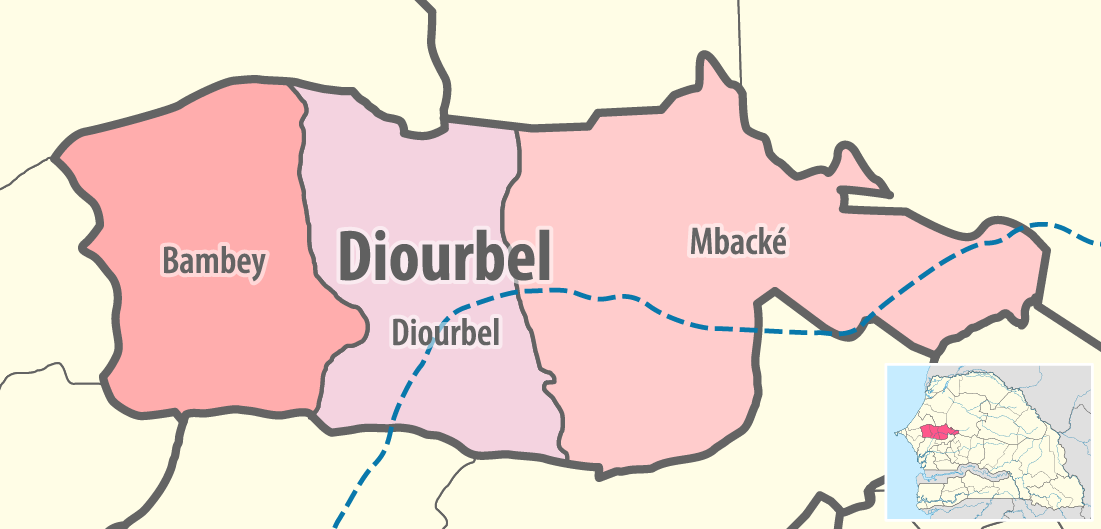
Djourbel

- Departamento de Pikine
- Departamento de Rufisque

### Región de Diourbel

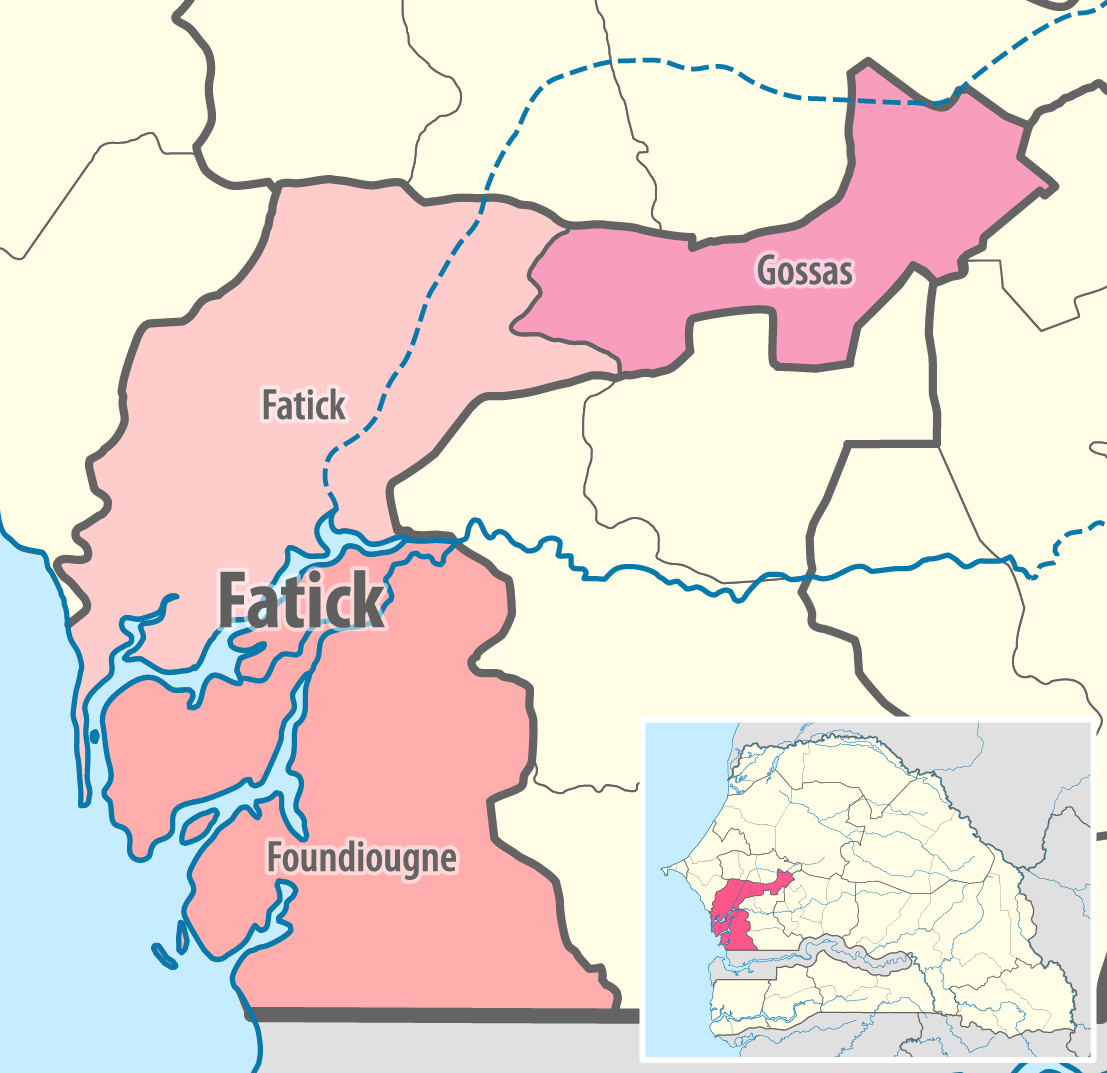
Fatick

- Departamento de Bambey
- Departamento de Diourbel
- Departamento de Mbacké

### Región de Fatick

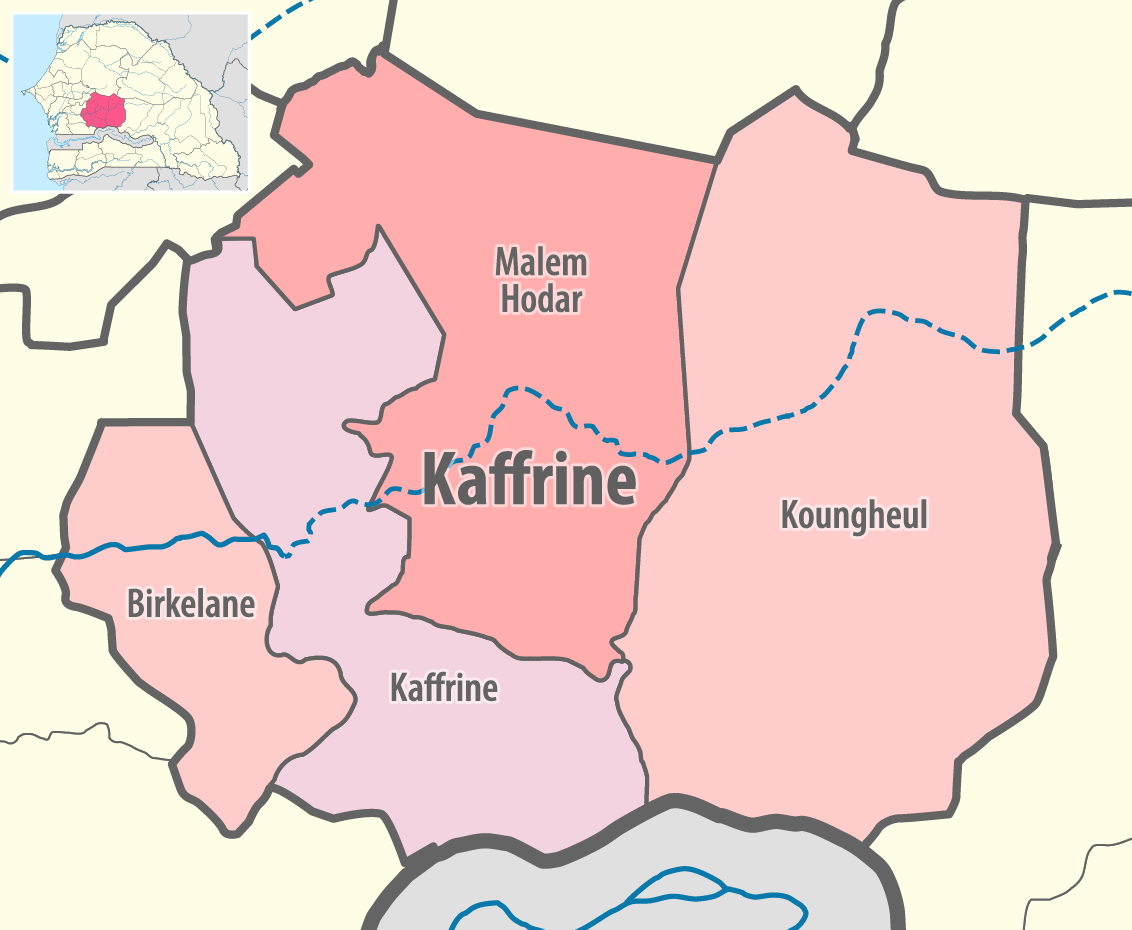
Kaffrine

- Departamento de Fatick
- Departamento de Foundiougne
- Departamento de Gossas

### Región de Kaffrine

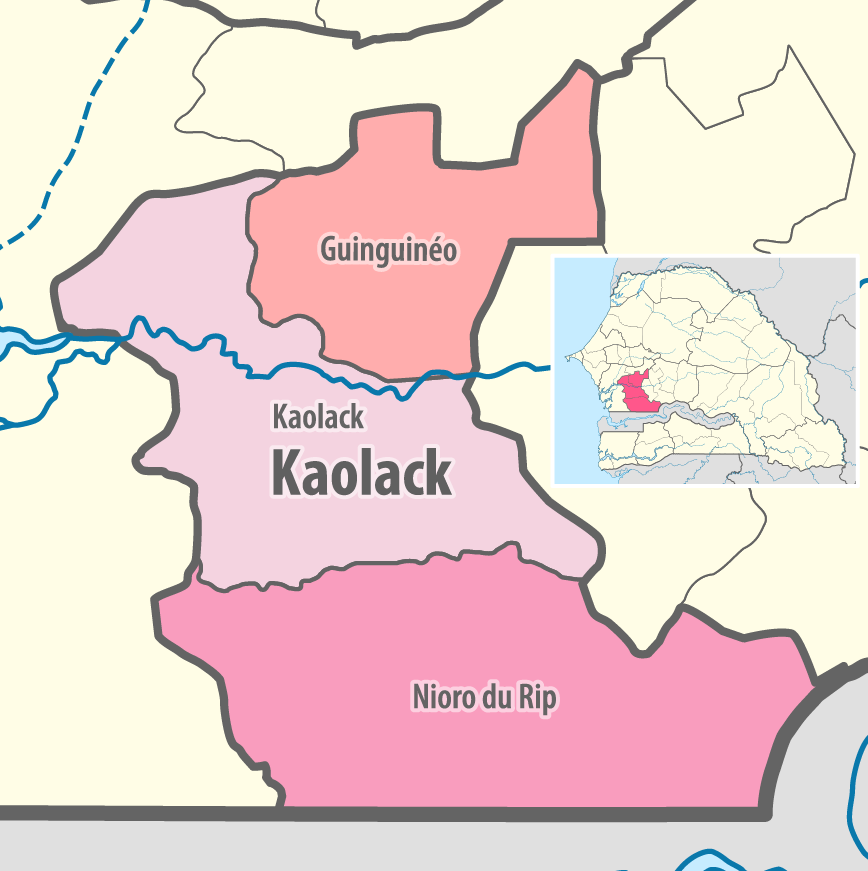
Kaolack

- Departamento de Kaffrine
- Departamento de Birkilane
- Departamento de Koungheul
- Departamento de Malem Hoddar

### Región de Kaolack

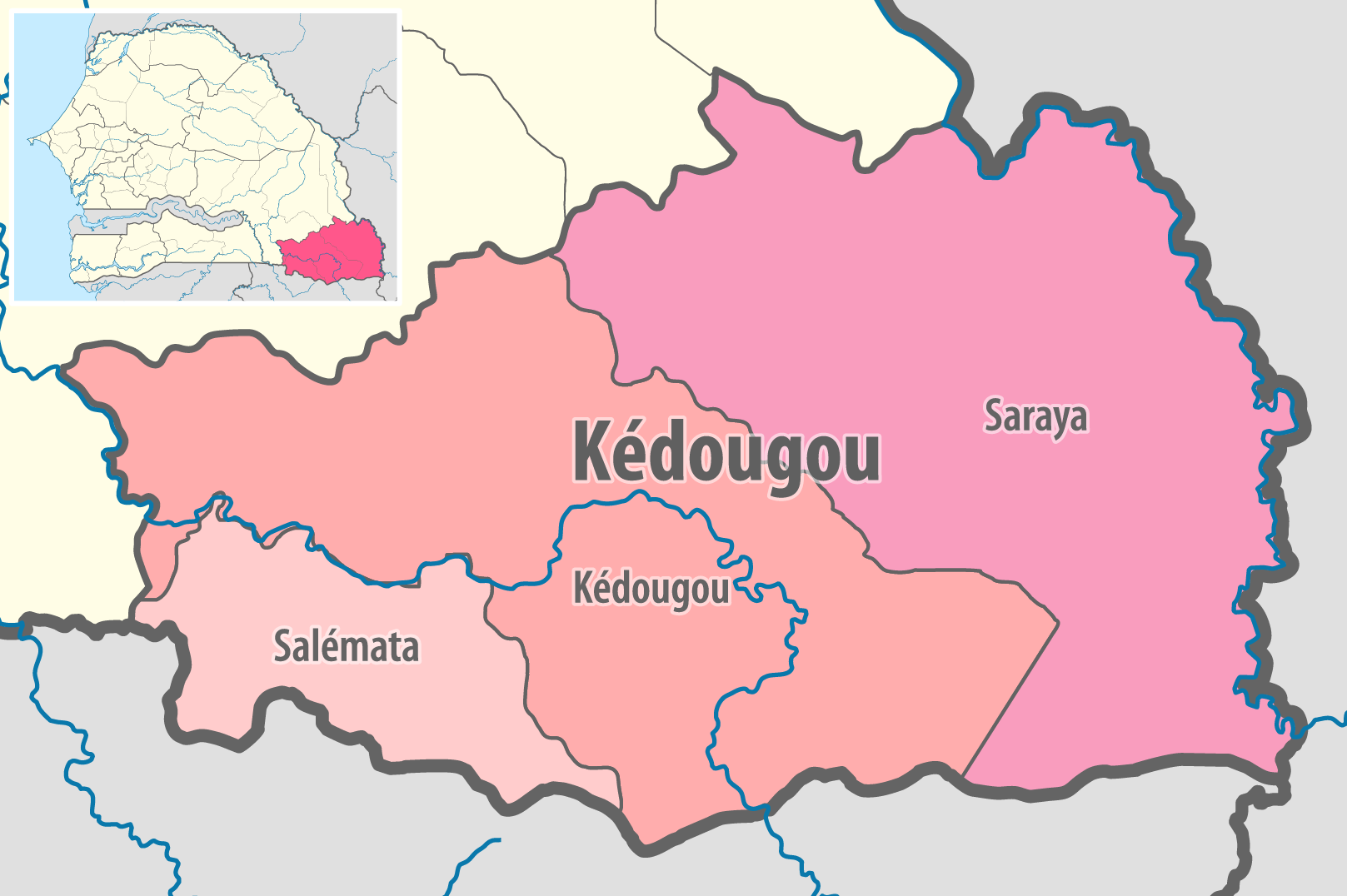
Kédougou

- Departamento de Guinguinéo
- Departamento de Kaolack
- Departamento de Nioro du Rip

### Región de Kédougou

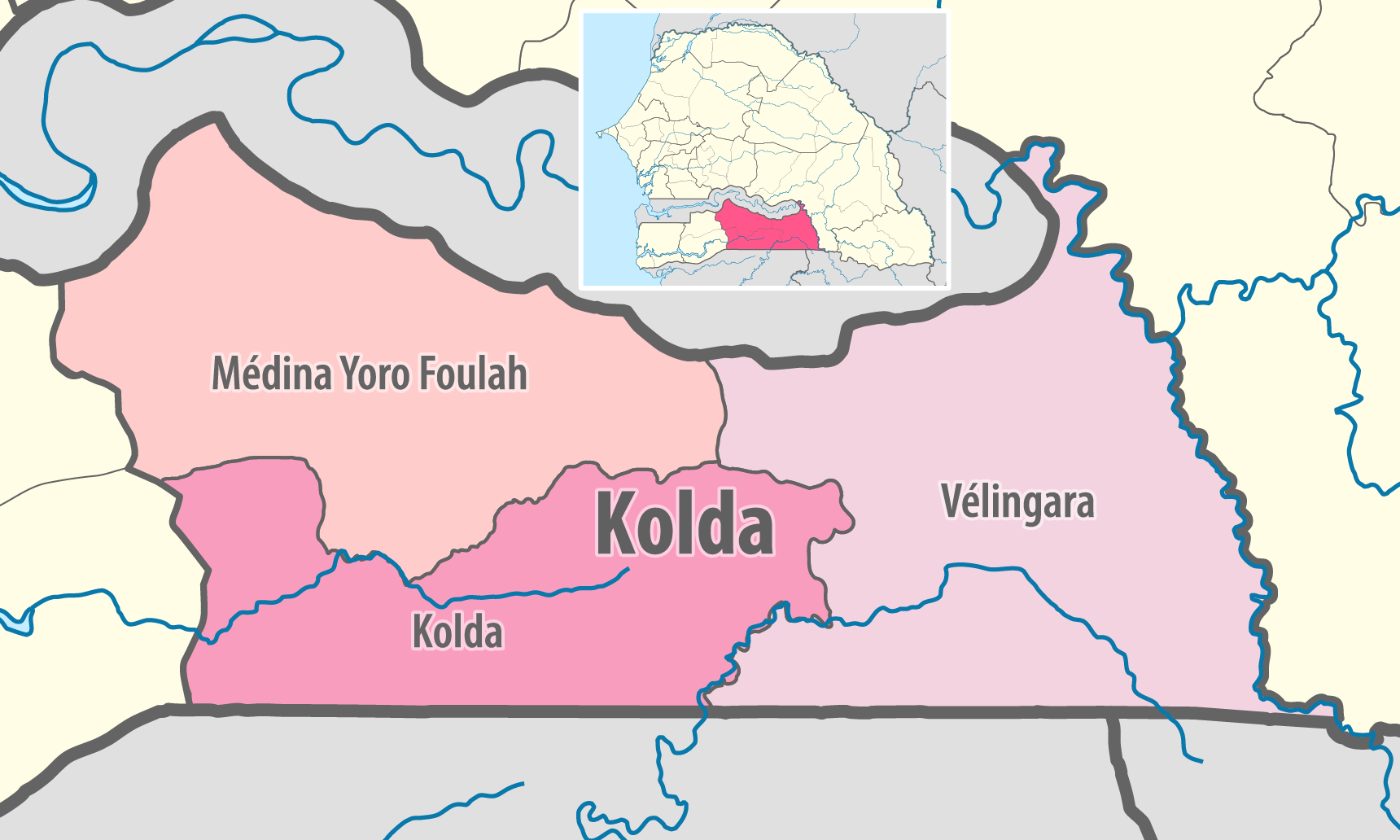
Kolda

- Departamento de Kédougou
- Departamento de Salémata
- Departamento de Saraya

### Región de Kolda
- Departamento de Kolda
- Departamento de Médina Yoro Foulah

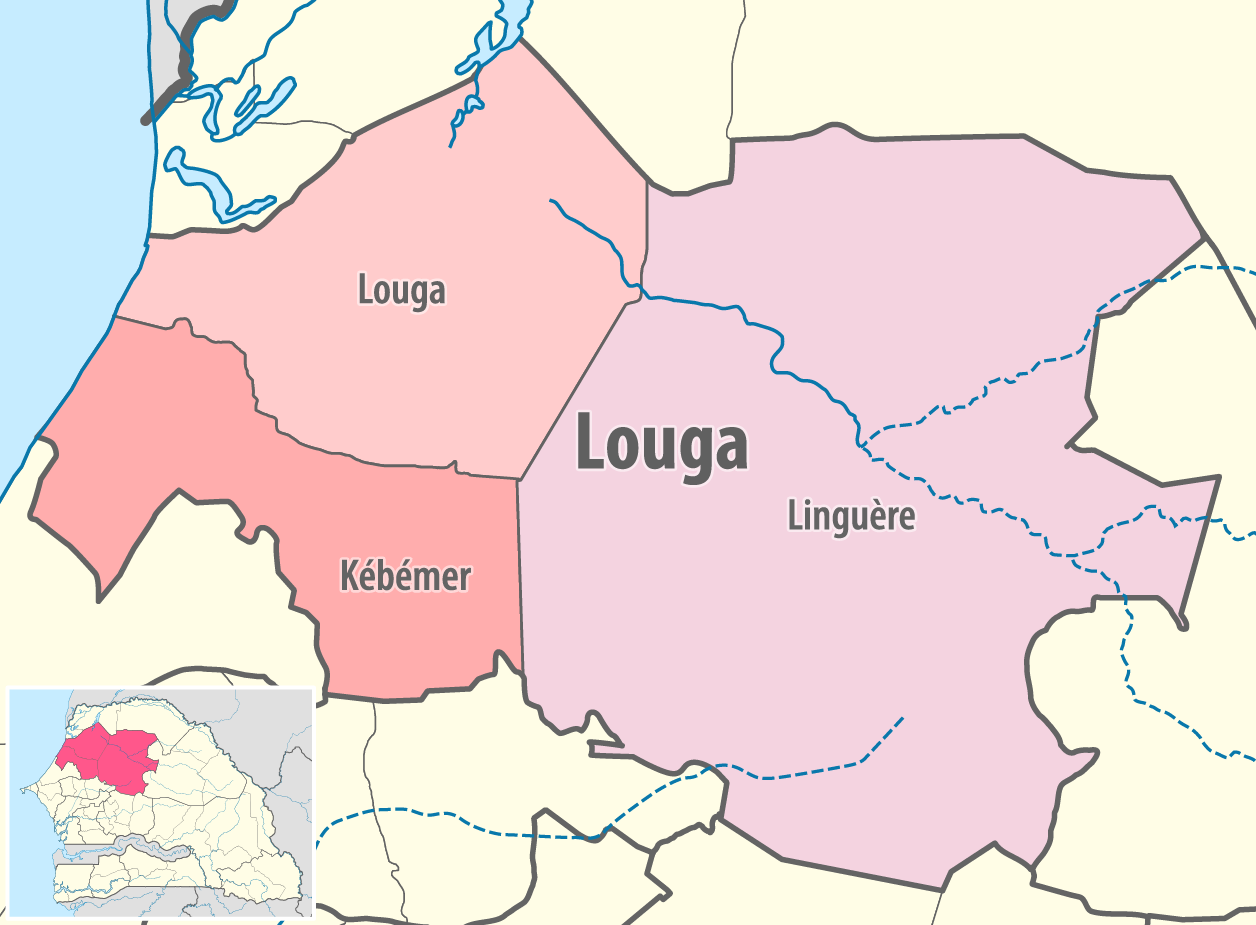
Louga

- Departamento de Vélingara

### Región de Louga

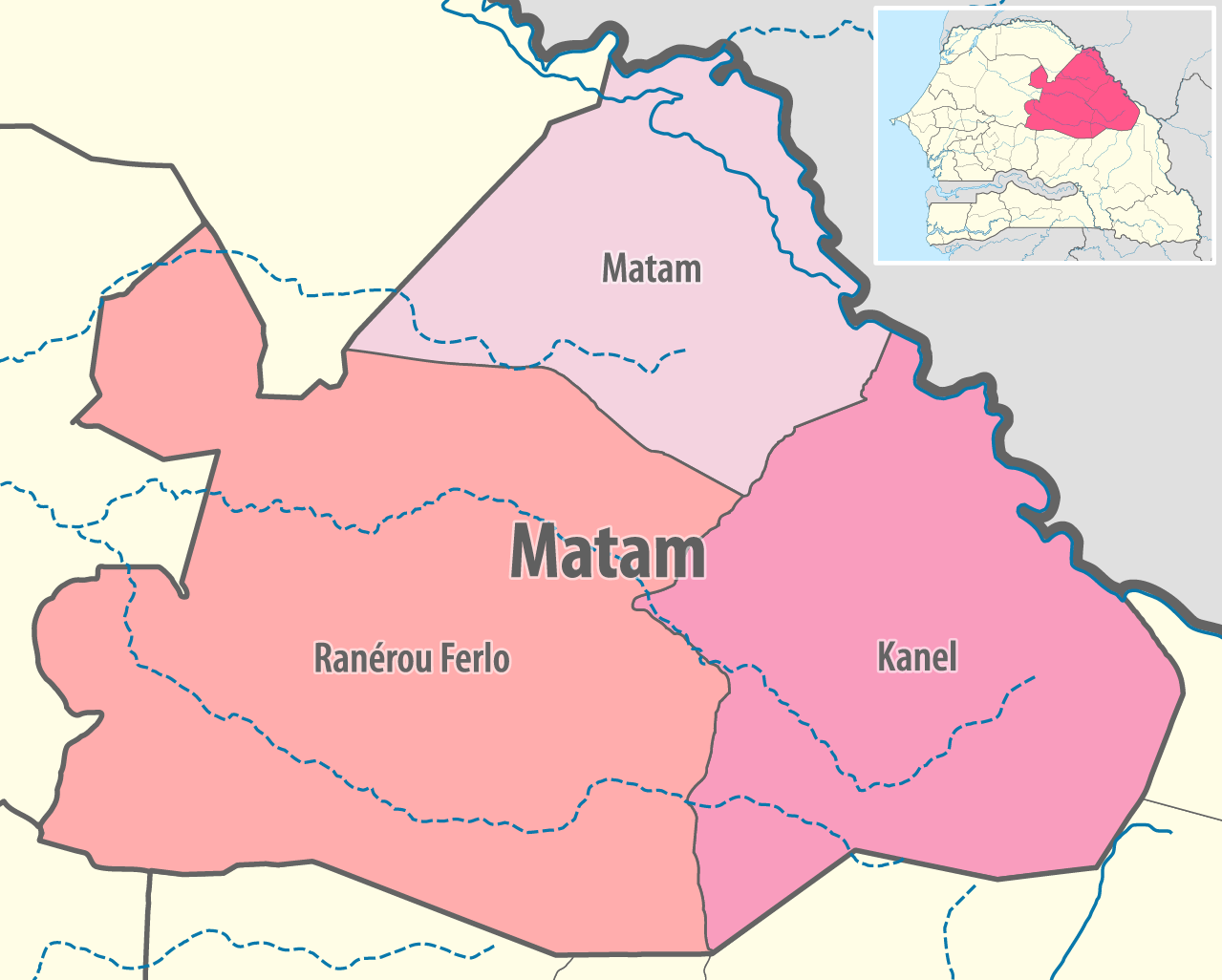
Matam

- Departamento de Kébéme
- Departamento de Linguère
- Departamento de Louga

### Región de Matam

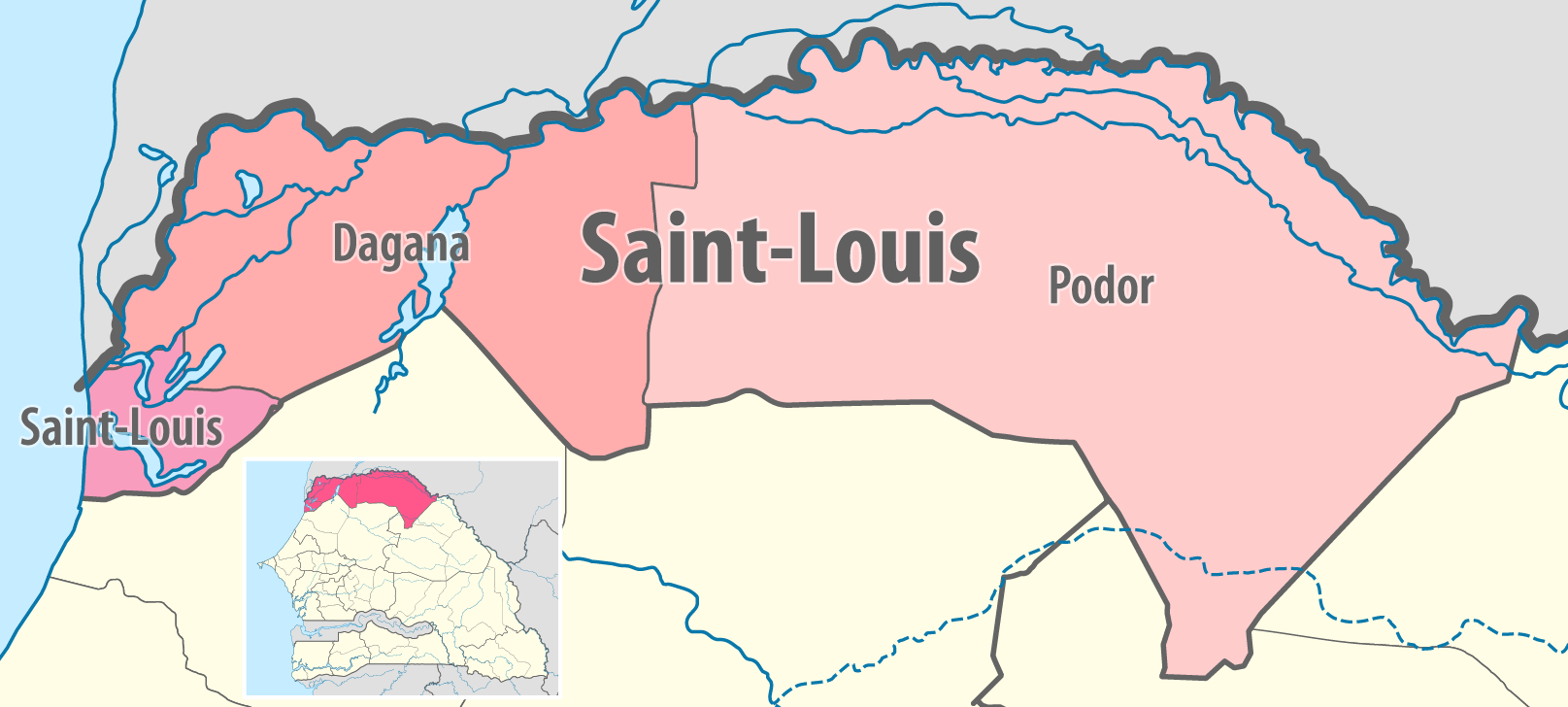
St.-Louis

- Departamento de Kanel
- Departamento de Matam
- Departamento de Ranérou Ferlo

### Región de Saint-Louis

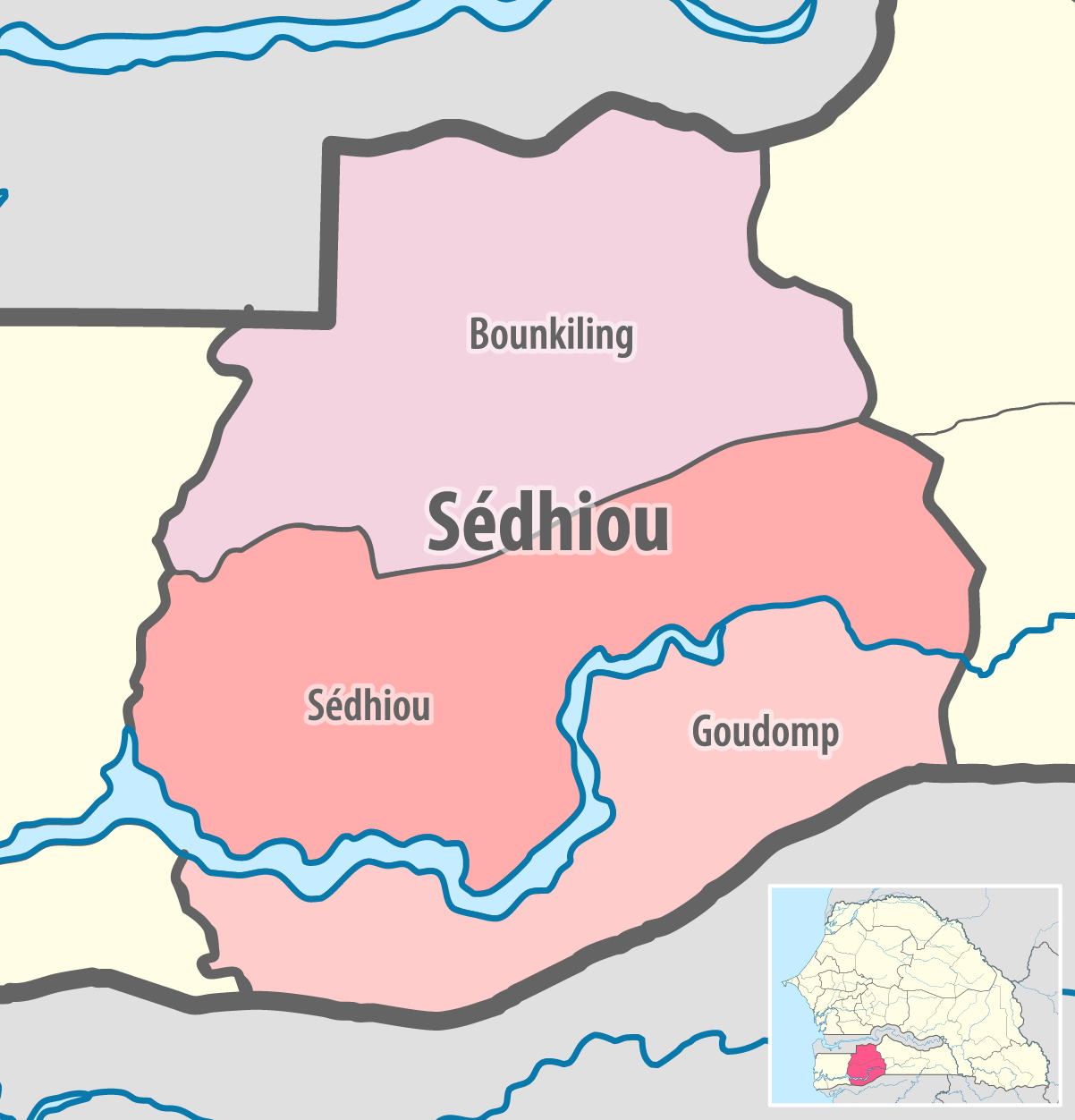
Sédhiou

- Departamento de Dagana
- Departamento de Podor
- Departamento de Saint-Louis

### Región de Sédhiou

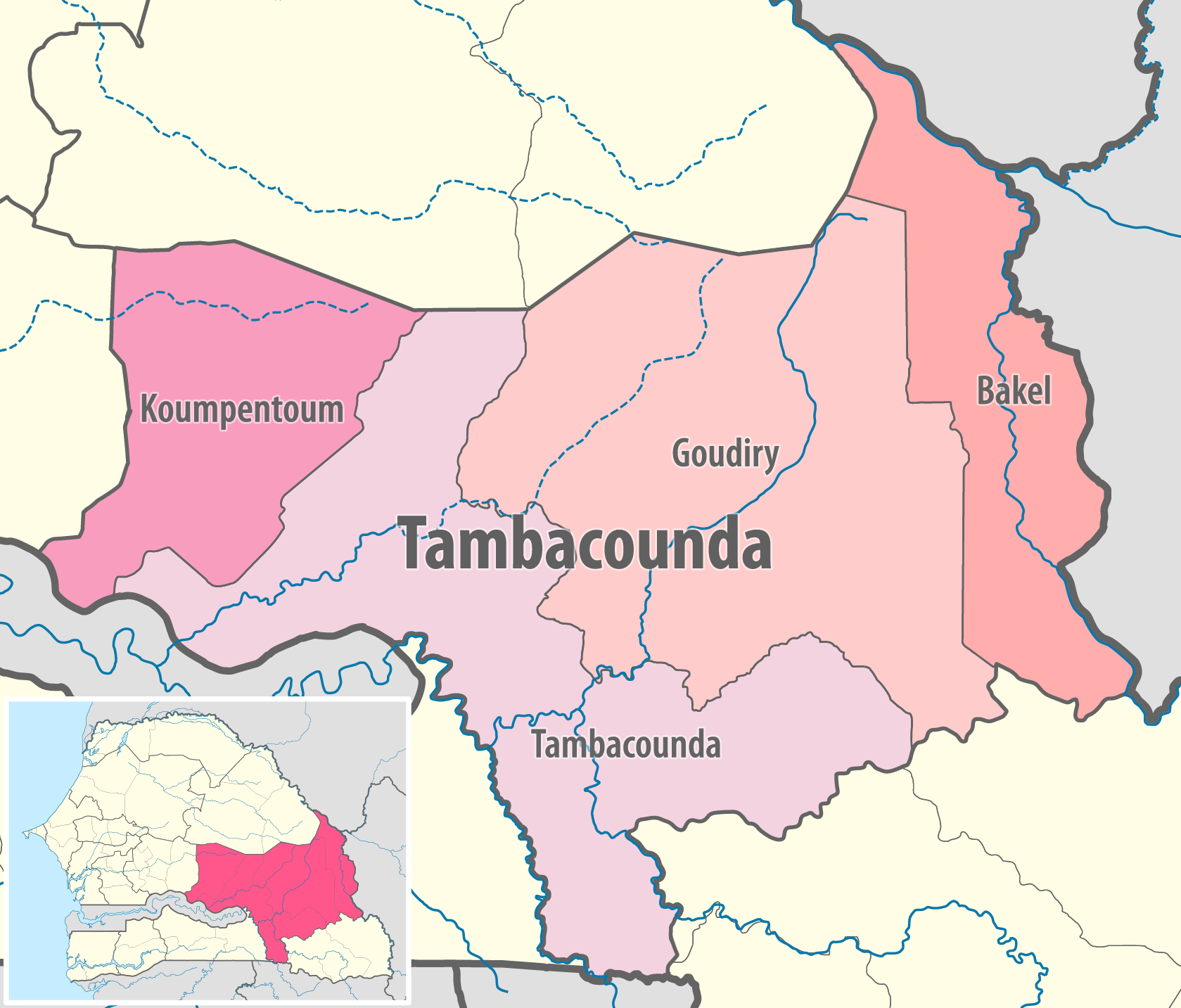
Tambacounda

- Departamento de Bounkiling
- Departamento de Goudoump
- Departamento de Sédhiuo

### Región de Tambacounda

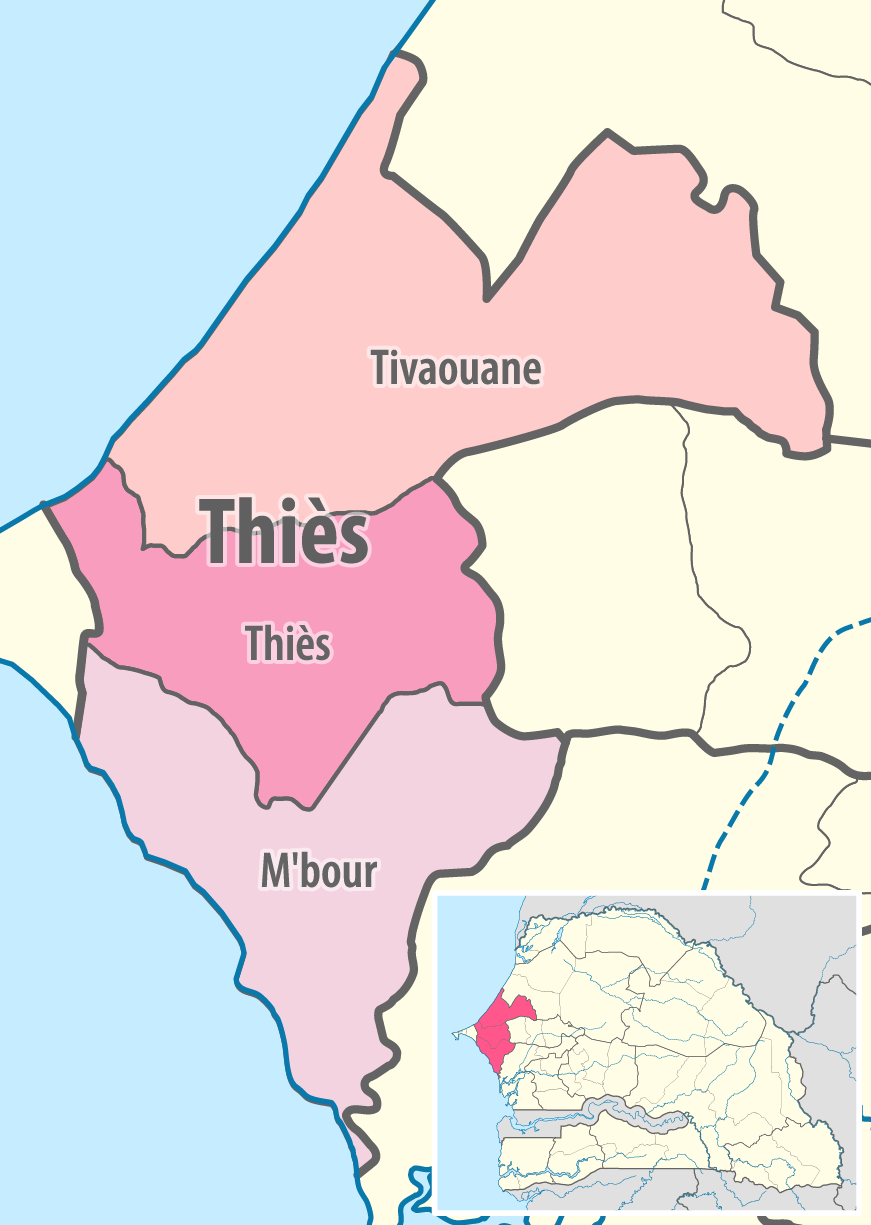
Thiès

- Departamento de Bakel
- Departamento de Goudiry
- Departamento de Koupentoum
- Departamento de Tambacounda

### Región de Thiès

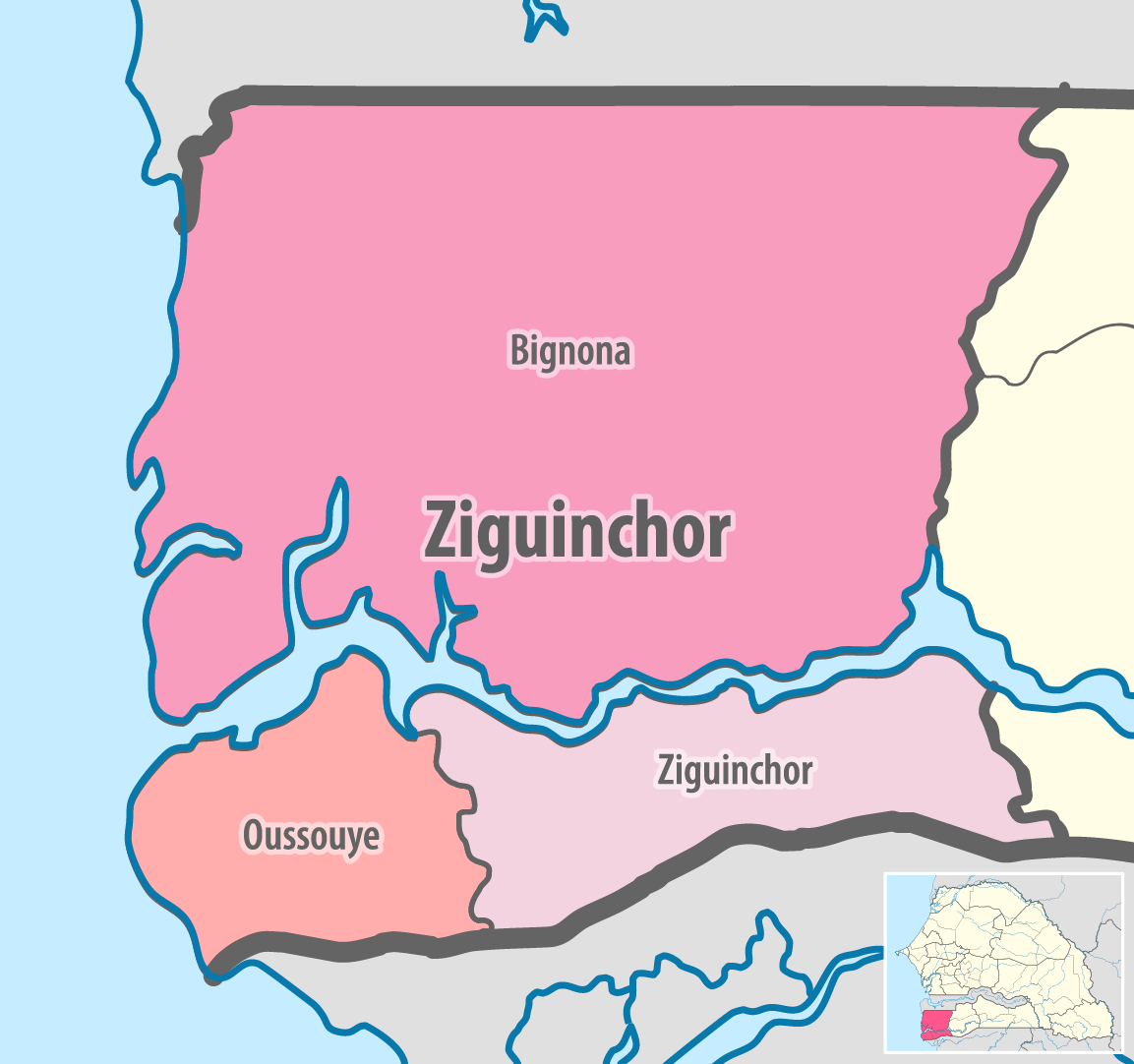
Ziguinchor

- Departamento de M'bour
- Departamento de Thiès
- Departamento de Tivaouane

### Región de Ziguinchor
- Departamento de Bignona
- Departamento de Oussouye
- Departamento de Ziguinchor